# 川本町

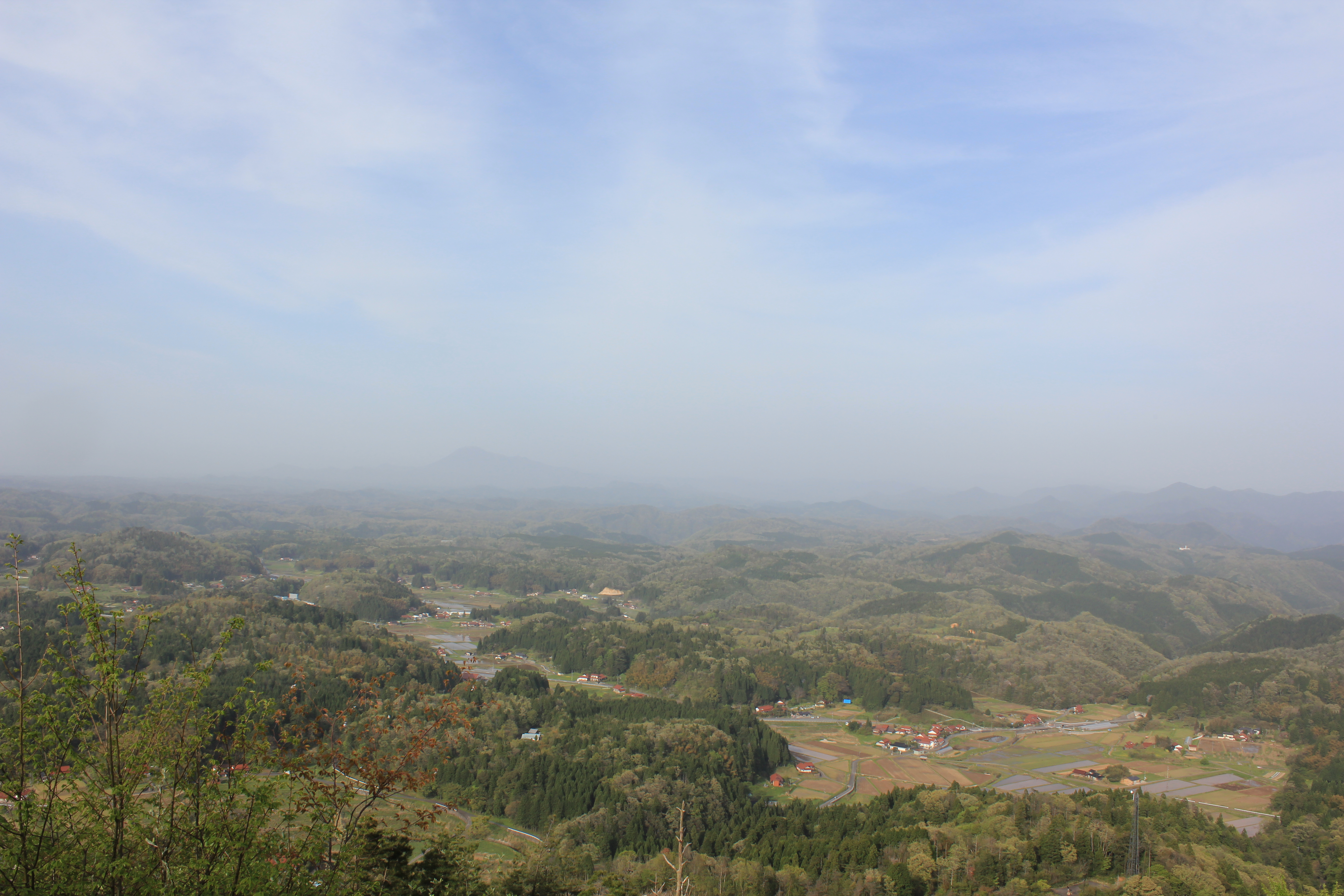
石見丸山城主郭より川本町三原方面を望む

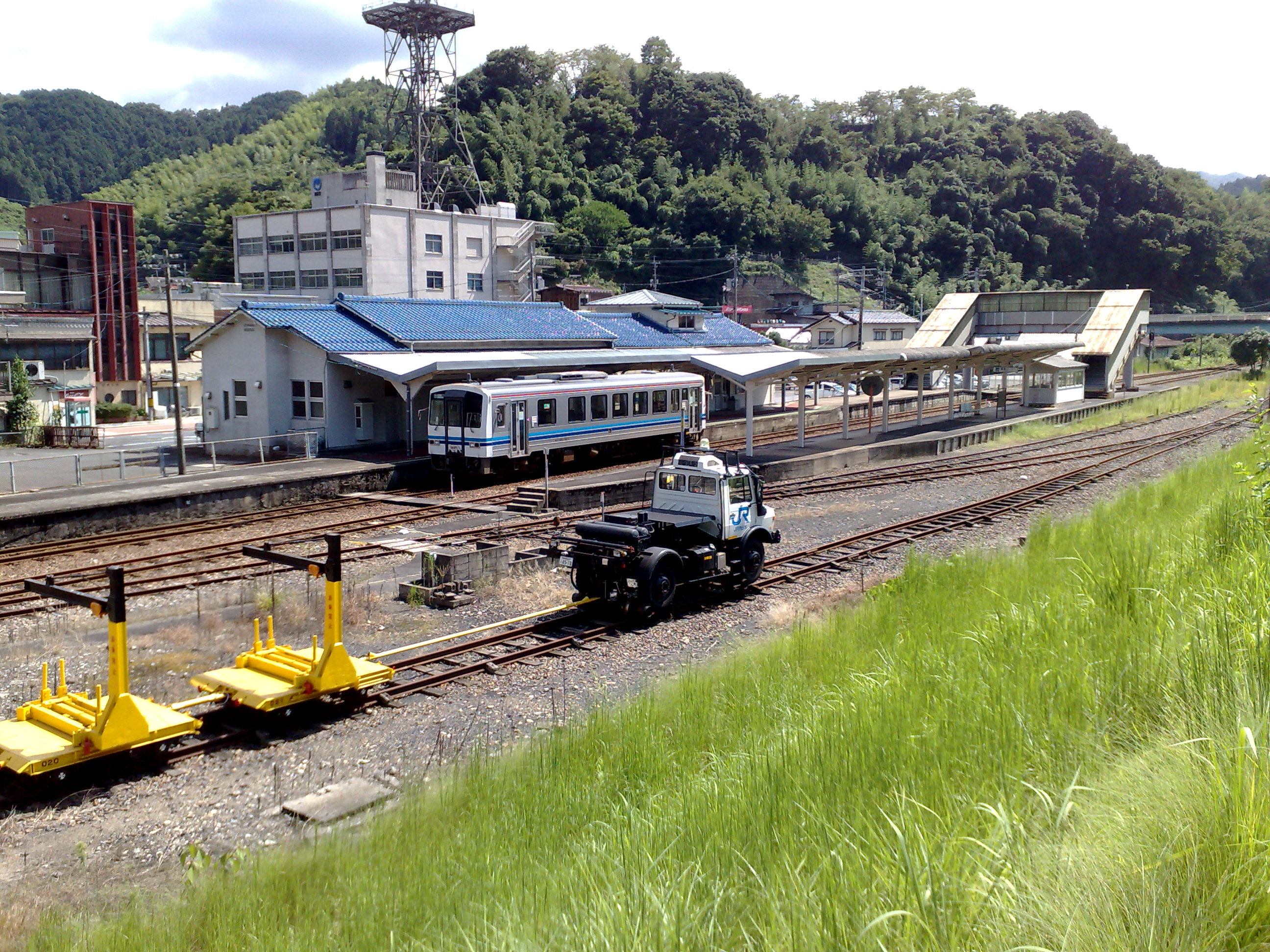
石見川本駅

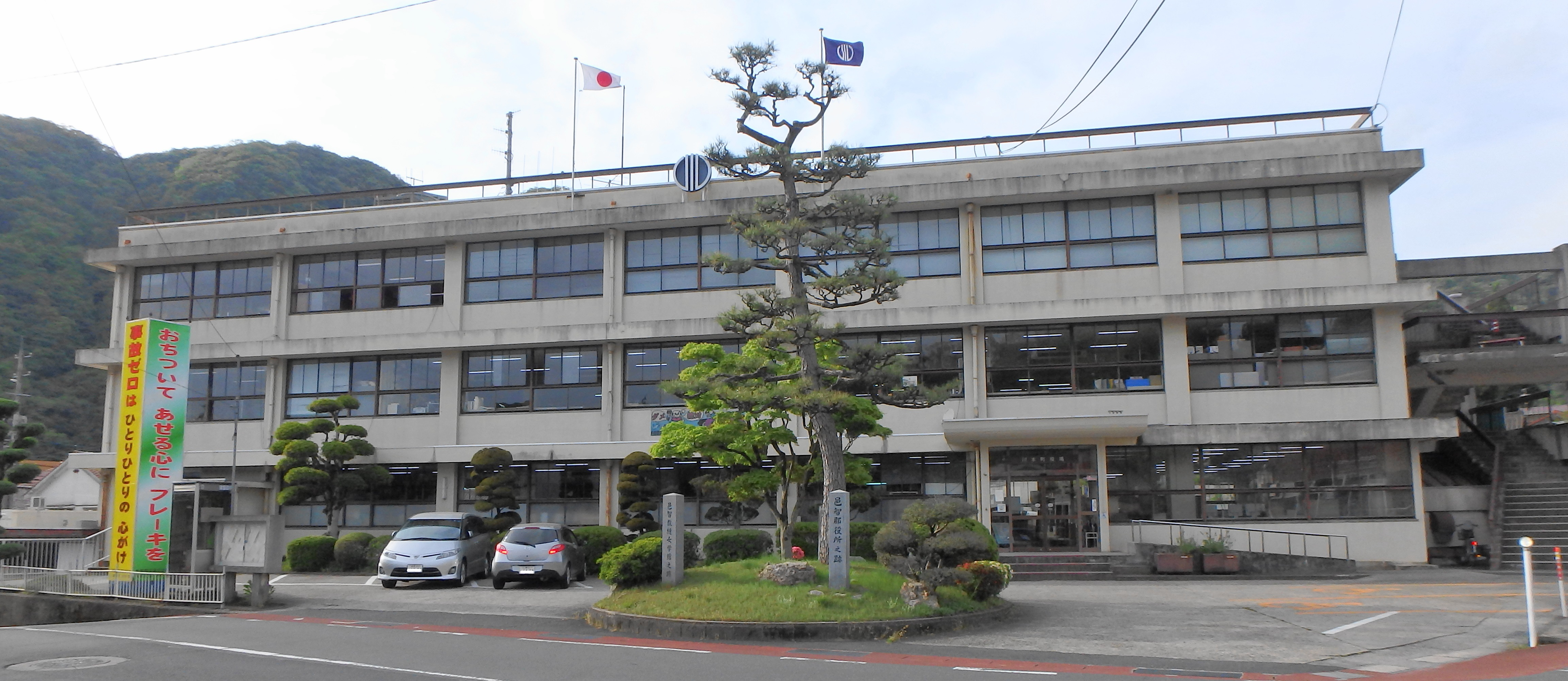
2015年まで使用されていた役場庁舎

川本町（かわもとまち）は、島根県の中部に位置する町。邑智郡に属する。
県内 のみならず、中国地方で唯一「まち」と読む。

## 地理
中国山地の中に位置するため、地形が険しい。江の川が町を北東から南西に貫流している。

### 気候
| 川本（1991年 - 2020年）の気候      | 川本（1991年 - 2020年）の気候 | 川本（1991年 - 2020年）の気候 | 川本（1991年 - 2020年）の気候 | 川本（1991年 - 2020年）の気候 | 川本（1991年 - 2020年）の気候 | 川本（1991年 - 2020年）の気候 | 川本（1991年 - 2020年）の気候 | 川本（1991年 - 2020年）の気候 | 川本（1991年 - 2020年）の気候 | 川本（1991年 - 2020年）の気候 | 川本（1991年 - 2020年）の気候 | 川本（1991年 - 2020年）の気候 | 川本（1991年 - 2020年）の気候 |
| 月                                 | 1月                           | 2月                           | 3月                           | 4月                           | 5月                           | 6月                           | 7月                           | 8月                           | 9月                           | 10月                          | 11月                          | 12月                          | 年                            |
| ---------------------------------- | ----------------------------- | ----------------------------- | ----------------------------- | ----------------------------- | ----------------------------- | ----------------------------- | ----------------------------- | ----------------------------- | ----------------------------- | ----------------------------- | ----------------------------- | ----------------------------- | ----------------------------- |
| 最高気温記録 °C （°F）             | 18.9 (66)                     | 22.9 (73.2)                   | 26.3 (79.3)                   | 32.1 (89.8)                   | 33.4 (92.1)                   | 34.9 (94.8)                   | 36.8 (98.2)                   | 37.9 (100.2)                  | 37.2 (99)                     | 31.4 (88.5)                   | 26.8 (80.2)                   | 23.8 (74.8)                   | 37.9 (100.2)                  |
| 平均最高気温 °C （°F）             | 7.1 (44.8)                    | 8.6 (47.5)                    | 13.0 (55.4)                   | 19.0 (66.2)                   | 23.9 (75)                     | 26.8 (80.2)                   | 30.1 (86.2)                   | 31.6 (88.9)                   | 27.0 (80.6)                   | 21.5 (70.7)                   | 15.8 (60.4)                   | 9.6 (49.3)                    | 19.5 (67.1)                   |
| 日平均気温 °C （°F）               | 2.7 (36.9)                    | 3.5 (38.3)                    | 6.7 (44.1)                    | 12.1 (53.8)                   | 17.0 (62.6)                   | 20.9 (69.6)                   | 24.9 (76.8)                   | 25.7 (78.3)                   | 21.4 (70.5)                   | 15.4 (59.7)                   | 10.0 (50)                     | 4.9 (40.8)                    | 13.8 (56.8)                   |
| 平均最低気温 °C （°F）             | −0.6 (30.9)                   | −0.6 (30.9)                   | 1.4 (34.5)                    | 5.8 (42.4)                    | 10.9 (51.6)                   | 16.3 (61.3)                   | 21.1 (70)                     | 21.8 (71.2)                   | 17.5 (63.5)                   | 11.1 (52)                     | 5.7 (42.3)                    | 1.5 (34.7)                    | 9.3 (48.7)                    |
| 最低気温記録 °C （°F）             | −6.9 (19.6)                   | −10.1 (13.8)                  | −5.4 (22.3)                   | −2.8 (27)                     | 0.2 (32.4)                    | 6.8 (44.2)                    | 11.5 (52.7)                   | 13.8 (56.8)                   | 5.8 (42.4)                    | 1.4 (34.5)                    | −1.6 (29.1)                   | −5.2 (22.6)                   | −10.1 (13.8)                  |
| 降水量 mm （inch）                 | 147.2 (5.795)                 | 122.1 (4.807)                 | 139.0 (5.472)                 | 127.3 (5.012)                 | 145.9 (5.744)                 | 206.3 (8.122)                 | 266.0 (10.472)                | 169.5 (6.673)                 | 217.4 (8.559)                 | 113.8 (4.48)                  | 110.3 (4.343)                 | 157.0 (6.181)                 | 1,924.1 (75.752)              |
| 平均降水日数 （≥1.0 mm）           | 17.7                          | 14.8                          | 14.1                          | 11.0                          | 9.9                           | 12.2                          | 12.5                          | 10.8                          | 11.4                          | 9.8                           | 12.2                          | 16.7                          | 153.1                         |
| 平均月間日照時間                   | 61.4                          | 81.9                          | 135.5                         | 178.8                         | 198.4                         | 145.7                         | 156.3                         | 188.9                         | 140.2                         | 146.7                         | 108.7                         | 69.0                          | 1,619.5                       |
| 出典1：Japan Meteorological Agency |                               |                               |                               |                               |                               |                               |                               |                               |                               |                               |                               |                               |                               |
| 出典2：気象庁                      |                               |                               |                               |                               |                               |                               |                               |                               |                               |                               |                               |                               |                               |

### 隣接する自治体
- 大田市
- 江津市
- 邑智郡美郷町
- 邑智郡邑南町

## 歴史

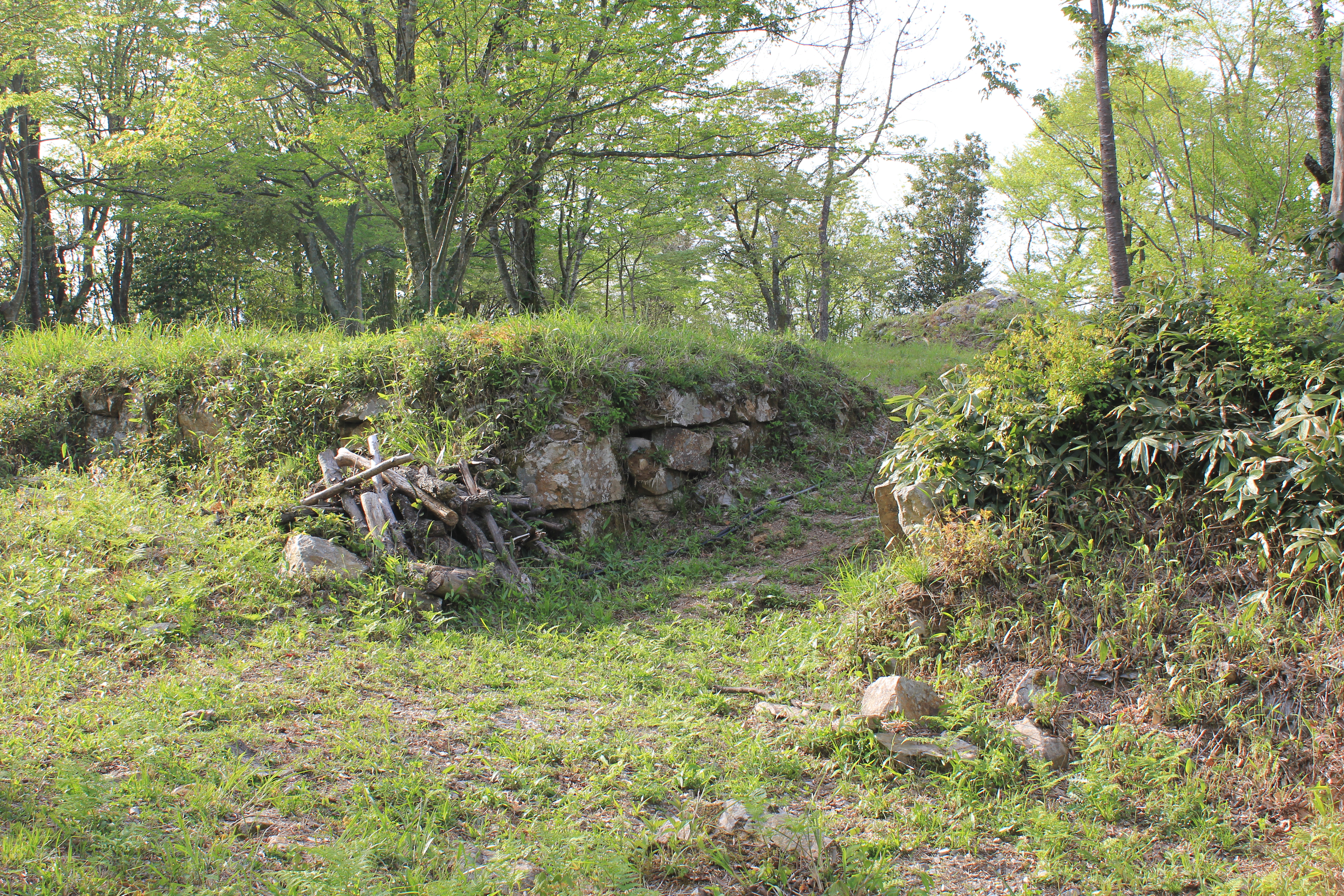
石見丸山城二の丸石垣

江戸時代は石見銀山の影響により天領となっていた。明治時代（1872年）になると邑智郡役所が設置され、この地域一帯の中心地となった。1934年に三江線が町内に到達した。1972年には水害で1497戸浸水（昭和47年7月豪雨）。2002年に邑智町・大和村と邑東合併推進協議会を設立するが、翌年に脱退している。

### 年表
- 1934年（昭和9年）11月8日 - 国鉄三江線石見川越 - 石見川本間が開業。
- 1935年（昭和10年）12月2日 - 三江線石見川本駅 - 石見簗瀬間が開業。
- 1942年（昭和17年）4月1日 - 島根県立川本高等女学校（後の島根県立川本高等学校）が開校。
- 1947年（昭和22年）5月24日 - 省営自動車川本自動車区が開設され、川本本線が開業。
- 1949年（昭和24年）4月1日 - 島根県立川本高等学校と島根県立川本農林高等学校が統合し、島根県立川本高等学校が発足。同校の吹奏楽部は吹奏楽コンクールで度々優勝を飾り、後述する「音楽の町」宣言の原動力となる[5]。
- 1958年（昭和33年）2月 - 川本地区に上水道が完成。
- 1960年（昭和35年）8月 - 川本商工会が発足。
- 1964年（昭和39年）1月 - 因原簡易水道が完成。
- 1971年（昭和46年）7月1日 - 集中豪雨により土砂崩れが発生。天神地区の民家3戸が全半壊、死者1人以上。同地区では23年前にも死者が出る土砂災害が発生[6]。
- 1975年（昭和50年）11月 - 町花、町木を制定。
- 1981年（昭和56年）3月 - 国道261号が開通。
- 1982年（昭和57年）4月1日 - 町民憲章を制定。
- 1985年（昭和60年） - 「音楽の町」を宣言。以降、音楽に関する施設が多数建設される[5]。
- 1985年（昭和60年）8月 - 川本町役場が開庁。
- 1994年（平成6年）4月1日 - 川本町営スクールバスの運行開始。
- 1996年（平成8年）11月 - かわもと図書館が開館。
- 2003年（平成15年）4月1日 - JRバス中国川本支所が廃止となる。
- 2007年（平成19年）4月1日 - 島根県立島根中央高等学校が開校。
- 2011年（平成23年）4月1日 - 石見交通が川本線から撤退し、邑南町営バスが路線継承。
- 2018年（平成30年）4月1日 - 三江線が全線廃止となる。

### 行政区域の変遷
平成の大合併で、島根県の本州区域で唯一市町村合併をしなかった町である（島根県全域では他に隠岐郡海士町・西ノ島町・知夫村が該当）。
- 1889年（明治22年）4月1日 - 町村制の施行により、邑智郡川本村・因原村の区域をもって川本村が発足。
- 1927年（昭和2年）4月1日 - 町制施行して川本町となる。
- 1955年（昭和30年）4月1日 - 邑智郡川下村・三原村・三谷村・邇摩郡大代村と新設合併し、改めて川本町が発足。
- 1956年（昭和31年）9月30日 - 邑智郡祖式村の一部（大字川内・小谷・馬野原）を編入。
- 1957年（昭和32年）12月31日 - 大字新屋・大屋本郷を大田市に編入。
- 1958年（昭和33年）11月1日 - 大字北佐木の一部を大田市に編入。

## 行政
- 町長；野坂一弥（川本町長のページ）

住民基本台帳や税などの住民サービスにかかる電算事務やゴミ処理などは、邑智郡内の他の2町(美郷町・邑南町)と邑智郡総合事務組合を設立し共同事務を行っている。

### 国･県の行政機関
- 島根県川本合同庁舎　　
  - 西部県民センター県央事務所川本駐在
  - 西部農林振興センター県央事務所
  - 県央県土整備事務所
- 中国地方整備局浜田河川国道事務所 川本出張所
- 島根労働局川本公共職業安定所（ハローワーク川本）
- 島根森林管理署川本森林事務所
- 川本区検察庁
- 川本警察署

## 司法
- 松江家庭裁判所川本出張所
- 川本簡易裁判所

## 経済

### 産業
2000年10月1日の統計によると、川本町では第1次産業就業者数が382人、第2次産業就業者数が551人、第3次産業就業者数が1,524人である。
- 特産品
  - アユ
  - マガモ肉
  - ひまわりせんべい
  - 江川茶
  - 猪肉
  - 西条柿
  - エゴマ
  - あんぽ柿

## 姉妹都市・提携都市
- 坂町（広島県安芸郡）- 1986年10月28日姉妹都市提携

## 地域

### 人口
| |                                        |  |
| 川本町と全国の年齢別人口分布（2005年） | 川本町の年齢・男女別人口分布（2005年） |  |
| ■紫色 ― 川本町 ■緑色 ― 日本全国 | ■青色 ― 男性 ■赤色 ― 女性              |  |
| 川本町（に相当する地域）の人口の推移 \| 1970年（昭和45年） \| 7,213人 \| \| \| 1975年（昭和50年） \| 6,803人 \| \| \| 1980年（昭和55年） \| 6,303人 \| \| \| 1985年（昭和60年） \| 6,123人 \| \| \| 1990年（平成2年） \| 5,512人 \| \| \| 1995年（平成7年） \| 5,099人 \| \| \| 2000年（平成12年） \| 4,784人 \| \| \| 2005年（平成17年） \| 4,324人 \| \| \| 2010年（平成22年） \| 3,900人 \| \| \| 2015年（平成27年） \| 3,442人 \| \| \| 2020年（令和2年） \| 3,248人 \| \| |                                        |  |
| 総務省統計局 国勢調査より |                                        |  |
| 1970年（昭和45年） | 7,213人                                |  |
| 1975年（昭和50年） | 6,803人                                |  |
| 1980年（昭和55年） | 6,303人                                |  |
| 1985年（昭和60年） | 6,123人                                |  |
| 1990年（平成2年） | 5,512人                                |  |
| 1995年（平成7年） | 5,099人                                |  |
| 2000年（平成12年） | 4,784人                                |  |
| 2005年（平成17年） | 4,324人                                |  |
| 2010年（平成22年） | 3,900人                                |  |
| 2015年（平成27年） | 3,442人                                |  |
| 2020年（令和2年） | 3,248人                                |  |

### 教育
小学校
- 川本町立川本小学校

中学校
- 川本町立川本中学校

高等学校
- 島根県立島根中央高等学校

## 交通
主要な交通路は何れも江の川に沿っている。江の川が削って出来た僅かな土地に道路が通されている。

### 鉄道
町内に鉄道路線は通っていない。鉄道を利用する場合の最寄り駅は、JR西日本山陰本線大田市駅。

#### かつて存在した鉄道路線
西日本旅客鉄道（JR西日本）
- 三江線（2018年4月1日廃止）: 因原駅 - 石見川本駅 - 木路原駅

中心駅は石見川本駅であった。

### バス
- 一般路線バス・コミュニティバス
  - 石見交通
    - 大田市 - 川本町
    - 江津市 - 川本町

  - 川本町スクールバス
    - 川本町内（ただし大田市内の井田小学校前も経由）

  - 邑南町営バス（おおなんバス）
    - 邑南町 - 川本町

  - 大和観光
    - 美郷町 - 川本町
- 高速バス
  - 石見銀山号（石見交通・イワミツアー）
    - 大田市 - 川本町 - 邑南町 - 北広島町 - 広島市

### 道路

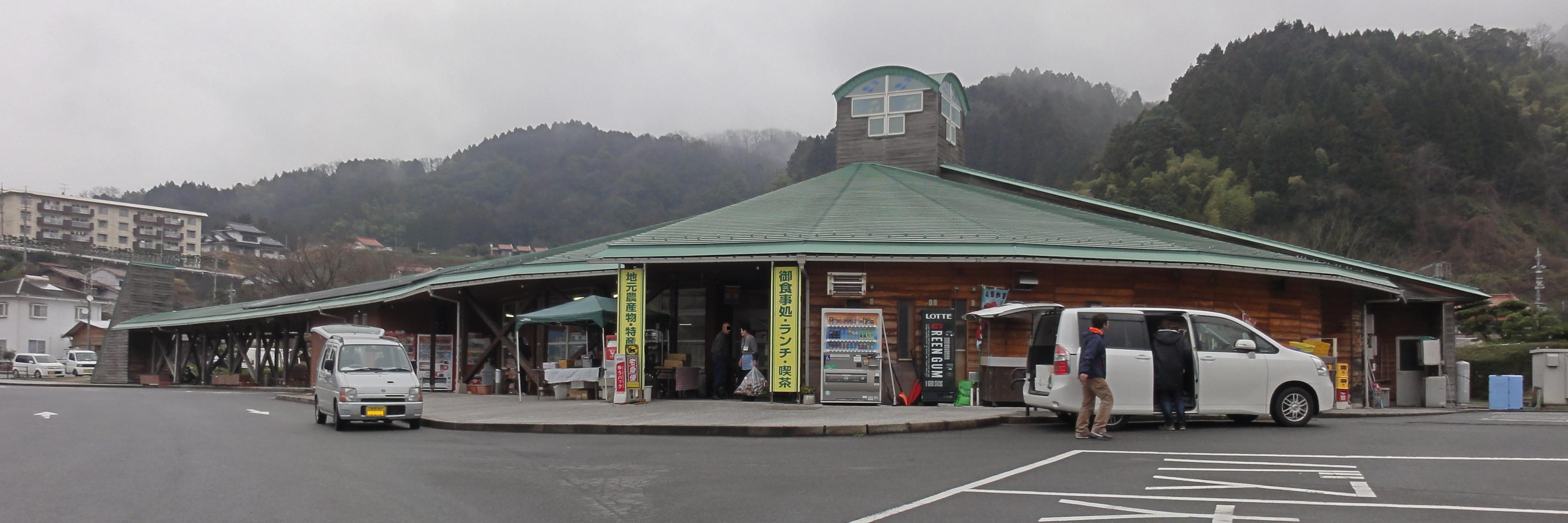
道の駅インフォメーションセンターかわもと

- 国道261号が町の南西部を少し掠めている。

道の駅
- - インフォメーションセンターかわもと

## 通信

### 郵便番号
郵便番号は以下の通りとなっている。
- 川本郵便局：696-00xx、696-85xx、696-86xx、696-87xx、696-12xx

## 名所・旧跡・観光スポット・祭事・催事

### 観光
- かわもとおとぎ館 - プール・レストラン・ホテルを備える公共施設。
- 仙岩寺
- 長江寺 - 獏の頭を収めた木枕がある。
- 正蓮寺
- 温湯城
- 丸山城

### 温泉
- 湯谷温泉

### 祭事
- 夏祭り「ええなあまつりカワモト」（7月下旬または8月上旬）
- 音楽芸能祭（12月上旬）
- 産業祭（10月下旬）
- 石見神楽

### コンサート・コンベンション施設
- 悠邑ふるさと会館

## 出身人物
- 菅了法（ジャーナリスト・衆議院議員・僧侶）
- 丸磐根（実業家、山陰合同銀行頭取）
- 三上アイ（教育者、江の川学園創立者）
- 宮井一郎（文芸評論家）
- 刄田綴色（ドラマー）